# Cayetano Bolívar
Cayetano Bolívar Escribano (Frailes, Jaén, 1897 - Granada, 4 de julio de 1939) fue un médico y político español, el primer diputado electo del Partido Comunista de España.

## Biografía
Tras pasar su infancia en Frailes se trasladó en 1920 a Granada para estudiar Medicina. Su magnífico expediente le permitió cursar el doctorado en la Universidad de Leipzig (Alemania) en 1924. Posiblemente fuera allí donde empezó a tomar contacto con las ideas comunistas.
Al volver de Alemania se afilió al Partido Comunista de España y estableció un sanatorio en el barrio malagueño de El Palo, donde admitía a los pacientes que no podían pagar. Para ello ideó un sistema por el cual los pacientes pudientes que quisieran ingresar tenían que pagar su estancia y la de una persona sin medios. Cayetano empezó así a ser conocido como el médico de los pobres.
Durante el último periodo del reinado Alfonso XIII conocido como dictablanda, el sindicalismo y unionismo agrario tomaron gran relevancia gracias a la permisividad de las autoridades. El gobernador civil Gonzalo Queipo de Llano amparaba una mayor libertad para los movimientos sindicales, que mostraron mayor atrevimiento en sus reivindicaciones. La primera detención de Cayetano se produjo por su participación en la huelga general de carácter revolucionario convocada en el Puerto de Málaga en septiembre de 1930, de que la prensa se hizo eco. A partir de ese momento las detenciones se sucedieron continuamente y fue detenido y llevado a Sevilla por la quema de conventos de Málaga en mayo de 1931. Bolívar fue también miembro de la logia masónica Pitágoras, en la que utilizaba el pseudónimo de Lenin. En septiembre de 1931 Cayetano decide refugiarse en La Villa de Don Fadrique (Toledo), conocida como la Pequeña Rusia, único pueblo de España con alcalde comunista (Luis Cicuéndez). En la villa toledana, tras una huelga que derivó en un enfrentamiento entre los campesinos y la Guardia Civil (ver Sucesos de La Villa de Don Fadrique) , Cayetano volvió a ser detenido y fue hecho preso a la cárcel de Toledo. Durante su estancia en la cárcel se dedica a traducir las obras de Karl Marx del alemán al castellano, y a impartir conferencias sobre el marxismo-leninismo a los militantes comunistas encarcelados.

### Diputado comunista
En 1933, el PCE decidió presentarlo a las elecciones generales de noviembre, con el objetivo de que adquiriese inmunidad parlamentaria y pudiese salir de la cárcel. En pleno periodo de "clase contra clase", la campaña comunista había enfatizado que la participación en las Cortes del PCE tendría como objetivo hacer oír la "voz revolucionaria de los trabajadores" y hacer patente los propósitos de la burguesía y de sus agentes, especialmente el PSOE, al que acusaban de ser el "Partido de la Contrarrevolución". Sin embargo, los dos candidatos con más votos en la primera vuelta en la circunscripción de Málaga capital fueron Bolívar y el socialista Fernández Bolaños, pero sin conseguir ser elegidos en dicha primera vuelta, por lo que para la segunda vuelta, el comité central del PCE autorizó la negociación de pactos para la segunda vuelta. De acuerdo con los resultados de la primera vuelta, existía el riesgo de que, ante la fragmentación de campo republicano e izquierdista, una candidatura conjunta radical-derechista se llevase los tres diputados de la mayoría de la capital malagueña. El 1 de diciembre se hizo pública la creación de una "Candidatura de Frente Único Antifascista", con la inclusión también de un radicalsocialista independiente.  Bolívar fue finalmente el tercer candidato más votado (29.898 votos) tras el candidato radicalsocialista independiente (Aurelio Ramos Acosta, con 30.038 votos) y el socialista (29.975 votos).
Bolívar fue la cabeza visible del PCE en España  y se volcó en la vida parlamentaria, cuya frenética actividad le convierte en uno de los diputados más activos de las Cortes. Entre 1933 y 1935 realiza cientos de intervenciones en las que denuncia la situación de los obreros y campesinos y la represión policial. Sus líneas discursivas se repiten tanto en las cortes que, en la sesión celebrada el 8 de marzo de 1934 en la que Cayetano traía las reivindicaciones de los trabajadores de Correos, cuando inicia su intervención diciendo: “Los empleados de Correos y Telégrafos…”, un diputado le grita: “¡Se dice ‘el bloque obrero y campesino!’”, lo que obliga a interrumpir la sesión ante el estallido de risas con que responde la cámara. También se hizo famoso por el empleo del filibusterismo parlamentario. En algunas sesiones en las que se preveía una votación ajustada, Cayetano pedía la palabra e iniciaba a leer el Manifiesto Comunista o El Capital, haciendo que algunos diputados de la derecha se fueran indignados y entonces ganaba la votación.[cita requerida]
En junio de 1934, durante la huelga campesina promovida por la Federación Nacional de Trabajadores de la Tierra de la UGT, Bolívar fue detenido durante una noche mientras visitaba a unos campesinos recluidos en un calabozo de Jaén, todo ello en el marco de la represión de la huelga cuyos incidentes más notables fueron la deportación de campesinos y las detenciones de diputados de izquierdas.  El 20 de junio fue golpeado rudamente por la policía sevillana en una manifestación ilegal comunista en la que se reclamaba la libertad de los campesinos detenidos. 
Durante el tiempo que vivió en Madrid se hizo amigo de José Díaz y Dolores Ibárruri, llevando habitualmente a las hijas de ésta a visitarla a cárcel.

### Elecciones febrero de 1936
En las elecciones de 1936 Cayetano volvió a ser elegido diputado dentro de las listas del Frente Popular, obteniendo 52.748 votos y siendo el tercer candidato más votado de la circunscripción de Málaga capital.

Dice que el 16 de febrero hay que aplastar a la reacción, porque otra cosa es afirmar las cadenas que tienen preso al pueblo, ya que los del bienio negro no se recatan en decir que si toman el Poder no repararán en medios para eliminar a los veinticinco mil hombres que forman el ejército de dirigentes de las masas proletarias. Se refiere al “straperlo”, a los millones votados para el Clero, a la abolición de la reforma agraria, para sacar en consecuencia que el número de parados ha aumentado a millón y medio y que el Estado saca el dinero de los humildes, como lo demuestra la Ley de Restricciones. El Partido Comunista es carne de vuestra carne, y como partido revolucionario que es, tiene a orgullo el haber sido creador de este bloque de frente antifascista, en el que se hallan unidos con los comunistas, los socialistas y los pocos republicanos que no están salpicados de Asturias. Hay que deshacer todo lo hecho por el bienio, que no ha sido más que robar las conquistas democráticas, para dar el dinero a los banqueros y a los curas. Las libertades han ser para la masa proletaria y propugnamos por que la tierra sea para el que la trabajó, por que se acaben los parados, por que salgan los presos de las cárceles de la República y entren los que han ido en contra de las verdaderas aspiraciones del pueblo
Discurso de Cayetano Bolívar en el acto electoral en la Casa del Pueblo del día 11 de febrero. Periódico El Popular, 12- 02-1936

### Guerra civil española
Tras el inicio de la guerra civil española, viajó a la Unión Soviética en el buque Remedios —hay constancia de al menos un trayecto en septiembre de 1936, en que se embarcaron 6241 toneladas de fueloil— con el fin de recabar combustible para la flota republicana. Una delegación, en la que estaría el propio Bolívar, acudió el 12 de septiembre a Moscú para solicitar armas a Palmiro Togliatti, entonces miembro del Secretariado del Comintern.
Bolívar fue nombrado comisario delegado de Guerra en el sector de Málaga el 28 de noviembre de 1936. La situación defensiva de la ciudad era penosa ya que había vivido una situación revolucionaria desde el principio de la guerra, todo lo cual se veía agravado por la situación de enfrentamiento político entre anarquistas, comunistas y socialistas en la ciudad. El Ejército Popular de la República, al mando del coronel Villalba, se encontraba corto de armamento y munición, tanto por la actitud crítica del propio comandante (exiliado tras la guerra e indultado en los años cincuenta por el Régimen) como por la hostilidad del gobierno de Largo Caballero molesto por la situación de anarquía y práctica independencia de la provincia. Cayetano, que según el propio PCE no reunía las características necesarias para afrontar una guerra, intercambió múltiples cartas con Francisco Largo Caballero e incluso viajó a Valencia para pedir refuerzos. Según el testimonio de Dolores Ibárruri, Largo Caballero, habría respondido con la frase "ni un fusil ni un cartucho más para Málaga". Durante la batalla de Málaga, en enero de 1937, tanto el ejército como las autoridades civiles dieron la plaza por perdida, y dieron órdenes de evacuar la ciudad,[cita requerida] produciéndose la masacre de la carretera Málaga-Almería. Bolívar habría sido «uno de los primeros que se apresuraron a abandonar la ciudad» junto a los rusos. Tras la caída de la ciudad el 8 de febrero de 1937, de la que comunistas y socialistas se culpaban mutuamente, se solicitaron autos de procesamiento a los responsables militares y políticos de la debacle. Para Bolívar se solicitó el levantamiento de su inmunidad parlamentaria de diputado, que la Diputación Permanente de Cortes no concedió ante la oposición del PCE.
En los últimos días de la guerra, ante la llegada de las tropas franquistas, Bolívar, director de Sanidad en Jaén, trató de huir, pero fue detenido en Baza y enviado a la cárcel provincial de Granada. Fue condenado a muerte el 12 de junio de 1939 y fusilado el 4 de julio de 1939.

## Homenajes
- Un colegio de Málaga fue bautizado con su nombre.
- El colectivo de la UJCE de la barriada malagueña de El Palo, donde realizó gran parte de su labor como el médico de los pobres, también lleva su nombre, así como la Agrupación de Benalmádena del PCE.